# Træna kommun
Træna kommun (norska: Træna kommune) är en kommun i landskapet Helgeland i Nordland fylke i norra Norge. Kommunens centralort är tätorten Husøy på ön Husøya. Befolkningen i kommunen bor på öarna Husøya, Selvær, Sanna och Sørsandøya. Træna blev egen kommun 1872.
Kommunen består av 450 öar, holmar och skär i Norska havet, cirka 40 kilometer från fastlandet. De flesta av öarna är flata, men den största ön, Sanna har höga berg. Det högsta av dem är Trænstaven (338 m.ö.h), som är ett känt landmärke.

## Historik och kultur
Ögruppen Træna har varit bebodd sedan stenåldern. Træna kyrka uppfördes 1773.

### Administrativ historik
Træna kommun bildades 1872 genom en delning av Lurøy kommun. Sedan dess har gränserna varit oförändrade.

## Näringsliv
Näringslivet i Træna kommun består främst av fiske, men turismen har fått ökad betydelse

## Tätorter
I Træna kommun finns en tätort:
- Husøy (centralort)

## Socknar
Inom Norska kyrkan motsvaras Træna kommun av Træna socken i Nord-Helgelands prosteri i Sør-Hålogalands stift.